# 게오르기 머르코프
게오르기 니콜로프 머르코프(불가리아어: Георги Николов Мърков, 1946년 4월 5일~)는 불가리아의 레슬링 선수, 지도자로 1972년 하계 올림픽 그레코로만형 페더급에서 금메달을 획득했다. 또한 세계 선수권 대회에서 금메달 1개, 동메달 1개를 획득했다.